# Гуманитарный кризис в Йемене
Гуманитарный кризис в Йемене — вызван гражданской войной в Йемене (с 2014). Последовавший с той гуманитарный кризис усугубили действия (в особенности блокада страны), проводимые коалицией во главе с Саудовской Аравией, активно поддерживающей одну из сторон конфликта. Кризис называют беспрецедентным по своим масштабам, "одним из самых ужасных кризисов голода за последние годы в мире". «Самый серьёзный гуманитарный кризис в мире происходит сегодня в Йемене — и это не стихийное бедствие, а дело рук человека», — заявлял Генеральный секретарь ООН Антониу Гутерриш в ноябре 2018 года. Как описывается ситуация в Йемене в ООН в том же 2018 году: «Война, экономика на грани коллапса, миллионы нуждающихся».

## Описание
Вооруженный конфликт в Йемене, одной из беднейших арабских стран (с самым низким уровнем дохода на Ближнем Востоке), продолжается с 2014 года. Ведут его хуситы с одной стороны и правительственные силы — с другой. С 2015 года активную поддержку последним оказывает коалиция во главе с Саудовской Аравией. Коалиция ввела морскую, сухопутную и воздушную блокаду страны, спровоцировавшую резкое ухудшение гуманитарной ситуации. Блокада усугубила гуманитарный кризис и поспособствовала также распространению вспышки холеры, начавшейся в апреле 2017 года. Как описывали ситуацию в ООН в августе 2017 года: «Миллионы жителей Йемена переживают тройную трагедию: кровавый конфликт, голод и масштабную эпидемию холеры».
Вспышка острой диареи и холеры в Йемене того года стала самой масштабной в мире — было зарегистрировано более миллиона случаев.
«Ужас в том, что продукты продаются в супермаркетах, в гастрономах и на рынках. Представьте, что вы жутко хотите есть, ваш ребенок экстремально голоден, и вы видите еду повсюду, но у вас нет денег, чтобы заплатить за нее», – описывала ситуацию в Йемене сотрудница Save the Children Сукэйна Шарафуддин.
Уже к 2017 году эксперты называют кризис в Йемене беспрецедентным по своим масштабам. По оценкам ООН, страна переживает крупнейший гуманитарный кризис за всю историю человечества. По оценке, указываемой Би-би-си (2017): «Трагедия Йемена целиком и полностью является продуктом человеческих сил и политических амбиций. Её можно было бы предотвратить или хотя бы смягчить при наличии политической воли со стороны враждующих сторон».
Как отмечается, препятствия для полного бегства из страны (через Саудовскую Аравию или Красное или Аравийское моря) означают, что происходящее в значительной степени является кризисом для  внутренне перемещенных лиц.
По состоянию на 2018 год, в стране насчитывалось более двух миллионов внутреннее перемещенных лиц (в том году, как отмечал впоследствии глава ООН, благодаря щедрости доноров международным гуманитарным агентствам удалось предотвратить угрожавший голод); к середине 2020 года указывалось уже около трех миллионов человек, в 2021 - свыше 4 млн человек (из 27 млн населения), в 2024 - более 4,5 миллионов (около 80% которых составляют женщины и дети).
По состоянию на середину 2019 года в Йемене в гуманитарной помощи нуждались более 20 миллионов человек, в 2021, по оценке ООН - в продовольственной помощи нуждалось 20,7 млн человек (как отмечают: "Примерно 16,5 млн из них проживали на территориях, куда гуманитарным организациям было трудно доставить груз. Эту ситуацию группировка «Ансар Аллах» использовала для подчинения населения, создавая условия, в которых от лояльности людей к хуситам зависит их выживание"). По словам Генсека ООН, в 2020 году из-за пандемии коронавируса финансирование гуманитарной деятельности в Йемене существенно сократилось: «Мы получили 1,9 миллиарда долларов — это в два раза меньше, чем нам удалось собрать годом ранее".
Программа реагирования на чрезвычайные ситуации, осуществляемая Всемирной продовольственной программой ООН (ВПП ООН), стала одной из крупнейших в мире и в 2023 году охватила более 15 миллионов человек. ООН отмечало, что «путь вперед для Йемена в 2024 году остается неопределенным».